# Sidi Amar (Saïda)
Sidi Amar (în arabă سيدي عمار) este o comună din provincia Saïda, Algeria.
Populația comunei este de 10.906 locuitori (2008).